# Mitralisinsufficiens
Mitralisinsufficiens (MI) är en sjukdom som kan drabba mitralisklaffen, den tvådelade segelklaffen som delar kammare och förmak på hjärtats vänstra sida. Det är den andra vanligaste hjärtklaffsjukdomen efter aortastenos, en fjärdedel av alla hjärtfel är MI. Vid insufficiens sluter inte klaffarna adekvat vilket leder till att delar av det blod som ska pumpas ut i stora kretsloppet under systole istället pressas tillbaka från kammaren till förmaket genom glipan i klaffen. 
Ofta drabbar en kombination av stenos och insufficiens mitralisklaffen. Tidigare reumatisk feber, hjärtsvikt med vänsterkammarförstoring och bakteriell endokardit är riskfaktorer för sjukdomen. Den kan även uppstå efter kordruptur (av chorda tendidae) i samband med hjärinfarkt. Kardiologer graderar med hjälp av hjärtultraljud sjukdomens grad i olika stadier och vid symtomgivande hjärtsvikt kan den också graderas enligt NYHA-klassifikationen. Vid tilltagande sjukdomsgrad kan en tryckökning i förmaket och lungkretsloppet mätas.

## Utredning
Mitralisinsufficiens kan ofta upptäckas med hjälp av stetoskop. Det klassiska fyndet är ett systoliskt blåsljud med punctum maximum över apex. EKG bör genomföras och kombineras med ultraljud av hjärtat med doppler (ofta kallat HjärtEKO), särskilt vid symtomgivande sjukdom. Även radiologiska undersökningar av hjärtat kan vara aktuella. Även asymtomatisk sjukdom kan bli fall för operation om vänsterkammarfunktionen är påtagligt nedsatt. Vid symtomatisk sjukdom blir det en sammanvägning av grad av stenos, symtombörda och risker. Före eventuell operation bör coronarangio göras för att utvärdera eventuell kranskärlssjukdom som bidragande orsak till vänsterkammardysfunktion med eller utan hjärtsvikt.